# 1792 în literatură
Anul 1792 în literatură a implicat o serie de evenimente și cărți noi semnificative.  

## Cărți noi
- Hugh Henry Brackenridge - Modern Chivalry: containing the Adventures of Captain John Farrago and Teague O'Regan, His servant
- Johann Baptist Durach - Philippine Welserin
- Susannah Gunning - Anecdotes of the Delborough Family
- Charlotte Turner Smith - Desmond